# Auベーシックホーム
auベーシックホームは、KDDI社がauのブランドで提供する、2014年夏モデル以降のスマートフォンにインストールされているホームアプリである。開発元ごとに異なる使用感を統一し、またiPhoneに似たユーザーインターフェースにより使用者の混乱を避け、よく使われるアプリケーションは画面下側に固定する機能を持つ。